# Hemieuxoa laxa
Hemieuxoa laxa là một loài bướm đêm trong họ Noctuidae.